# Vibracorer

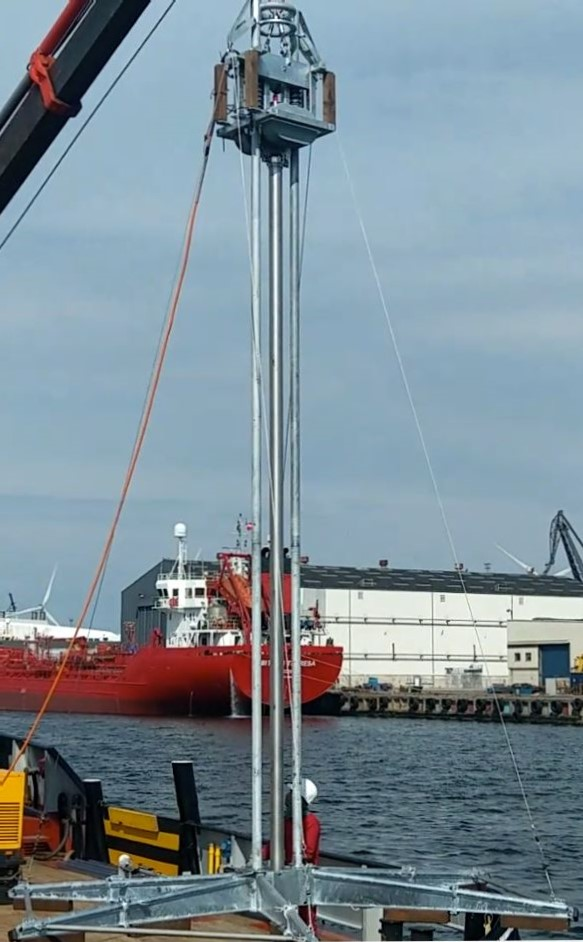
Vibracorer (Vibrationskerngerät)

Der Vibracorer (dt. Vibrationskerngerät (VKG), engl. Vibrocorer, amerik. Vibracorer) gehört zu den Standardgeräten der Meeresgeologie, wie früher die Schwere- oder Kolbenlote (gravity or piston corer) oder Kastengreifer (box corer).
Vibrationskernbohren ist ein (geophysikalisch-geotechnisches) Verfahren, um Proben von Sedimenten des Meeresbodens zu gewinnen. Das Verfahren stammt aus der Meeresgeologie und wird in der Meeresforschung genutzt. Heute findet es weltweit auch kommerzielle Anwendung u. a. in der Trassen- und Standort-Erkundung für Öl- und Gas-Pipelines oder Offshore-Windparks.

## Beschreibung

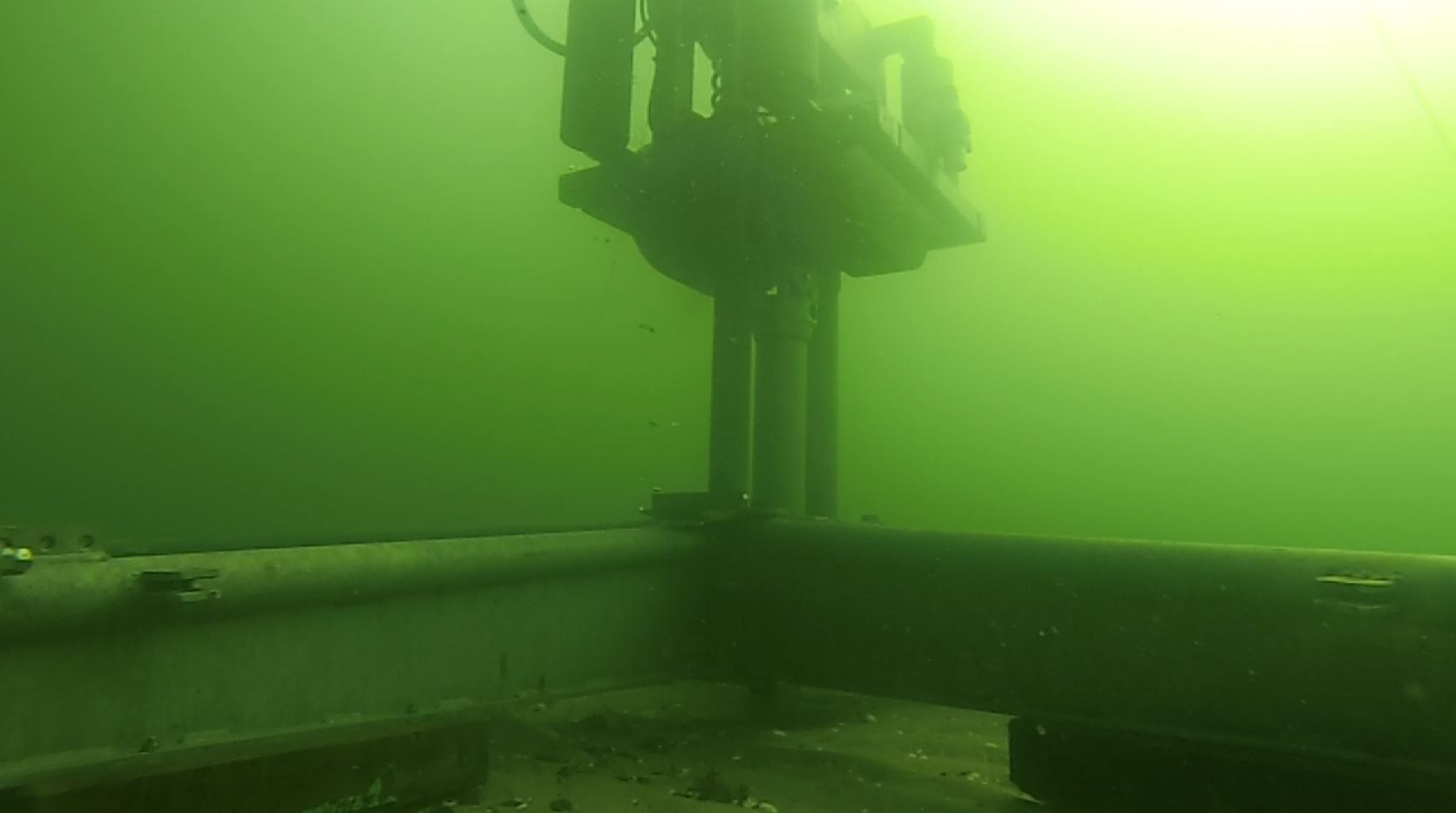
Vibracorer am Meeresboden

Der Vibracorer besteht prinzipiell aus einer Vibrations-Antriebseinheit und dem Kernrohr, welches die Bodenprobe aufnimmt. Die Vibrations-Antriebseinheit befindet sich in einem Führungsgestell, das auf dem Meeresboden steht.

## Funktionsweise
Das Kernrohr wird auch beim Vibracorer erstmal nur durch die Schwerkraft (Gewicht des Antriebes und des Kernrohres selbst) in den Boden gedrückt. Die Vibration unterstützt diesen Prozess durch Überwindung der Reibung des Kernrohres im Sediment. Am inneren und äußeren Rand des Kernrohrs erzeugt die vertikale Vibration eine dünne, turbulent-flüssige Schicht, die den Reibungswiderstand reduziert und damit das Eindringen ins Sediment beschleunigt.

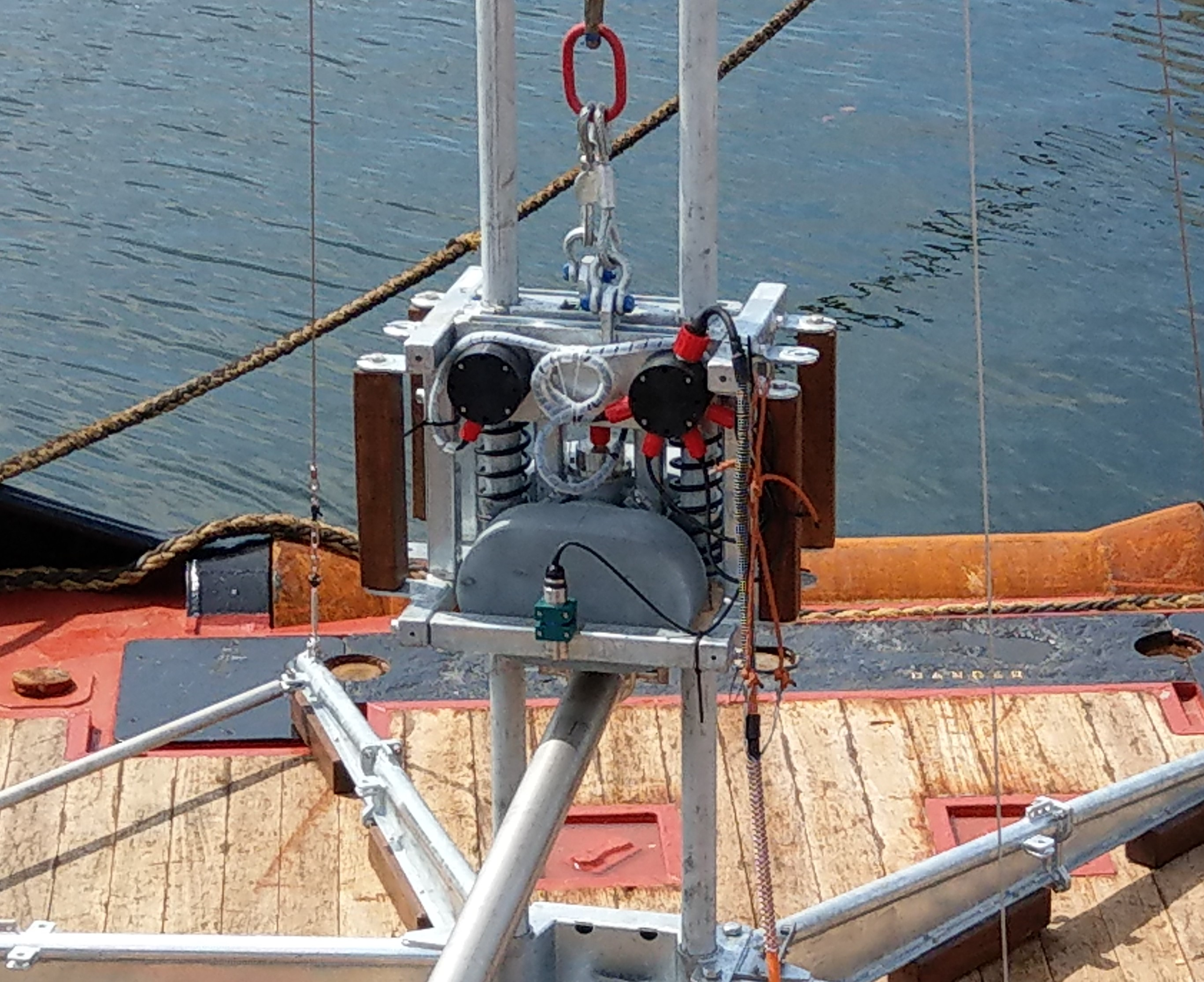
Vibrationseinheit

Der deutsche Ingenieur und Erfinder Wolfgang Schmidt, Rostock, (geb. 1935) hat bereits in den 80er Jahren umfangreiche Tests und Entwicklungen zum vibrationskernbohren durchgeführt. Dabei wurde eine Konstruktion zur Minimierung der toten Masse des vibrierenden Antriebes und gleichzeitiger Maximierung des vortreibenden Gesamtgewichtes verwirklicht. Die weitgehende Trennung / Entkopplung der schwingenden Masse von der eindringenden Masse ist weltweit einmalig. Gleichzeitig ist bei dem Vibracorer VC(VKG) die nötige Ausbrechkraft beim Hochziehen des Kernrohres bis zu 4-mal geringer als die aufgebrachte Eindringkraft.
Ein Vibracorer wird durch einen elektrischen, hydraulischen, pneumatischen oder einen elektromechanischen Antrieb angetrieben. Vibracorer arbeiten in einem Bereich zwischen 11.000 bis 100 Bewegungen pro Minute (ca. 200 Hz bis 2 Hz). Die Amplitude der Vibration beträgt nur einige Millimeter bis Zentimeter.

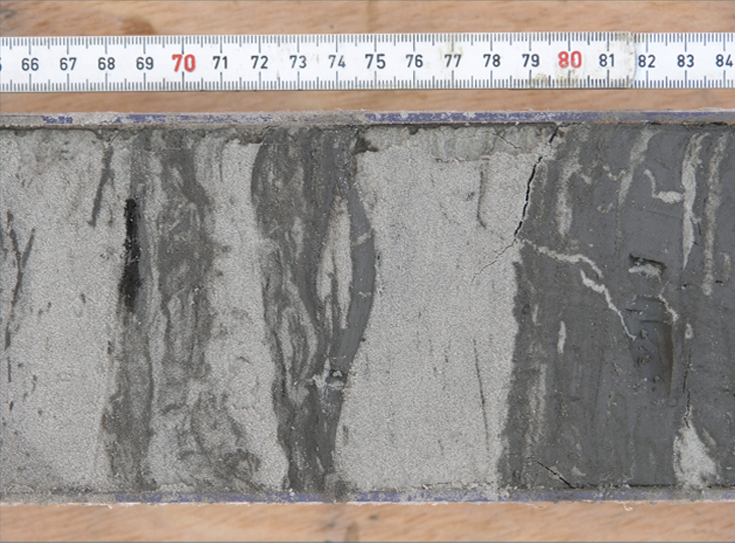
Bohrkern

Die Eindring-Geschwindigkeit und damit die Effektivität hängen von der Antriebs-Frequenz (Amplitude), der Korngrößenverteilung des Sediments und dem Wassergehalt ab. Beides bestimmt die Eigenfrequenz und damit den Resonanzfall. Bei der Kerngewinnung verhindert ein Kernfänger, dass das Sediment aus dem Kernrohr rutscht. Der Kernfänger öffnet sich bei der Vorwärtsbewegung des Eindringens und schließt sich in der Rückwärtsbewegung durch den Druck des Sediments selbständig. Am oberen Ende des Kernrohrs schließt gleichzeitig ein Ventil, wenn die Probe im Vergleich zum Rohr „absacken“ will. Der dadurch entstandene Unterdruck hilft den Kern in Position zu halten.
Die Qualität des Bohrkerns wird auch stark durch die Eindring-Geschwindigkeit beeinflusst. Ist diese zu groß, wird das Sediment an den Rändern des Kerns durch die Mantelreibung verschleppt, eine eventuell vorhandene Schichtung wird deformiert. Ist die Eindring-Geschwindigkeit zu gering, wird die Probe unnötig lange der Vibration ausgesetzt, das Sediment wird umsortiert.
Zur Proben-Untersuchung wird der Kern aus dem Rohr gezogen. Dazu werden Schneide und Kernfänger demontiert. Dieser Prozess war in der Vergangenheit sehr arbeitsaufwändig und wird heute durch die Benutzung eines sogenannten „Liners“ vereinfacht. Dazu wird ein Plastikrohr, bevorzugt transparent, im Kernrohr montiert. Dieses kann nach dem Einsatz herausgezogen und in handliche Längen (meist 1 m) geteilt werden.
Der Füllungsgrad der Kernprobe erreicht nie 100 %. Der Kernfänger verschließt das untere Ende des Rohres nicht perfekt. Dadurch können sehr weiche oder flüssige Sedimente auslaufen.
Im Sediment enthaltene Gase, die gelöst oder sogar als Blasen sichtbar sind, entweichen unkontrolliert und verringern das Probenvolumen. Fast alle Systeme haben an der Schneide (Kernfänger) einen kleineren Durchmesser als im Liner (Kernrohr).
Der Probenahme und der Beschreibung der Proben liegen verschiedene DIN-Normen zugrunde:
- DIN 4020 geotechnische Untersuchungen für bautechnische Zwecke
- DIN 4021 Aufschluss durch Schürfe und Bohrungen, sowie Entnahme von Proben

Nach DIN 4021 soll das Innendurchmesserverhältnis für Bohrkerne höherer Güteklasse Ci ≤ 3 Prozent sein, um den Ringraum zwischen Liner und Bodenprobe zu minimieren und damit Wasserzutritte und Probenentspannungen gering zu halten. Ideal wäre daher ein Ci Wert = 0, was entnahmetechnisch jedoch nur schwer realisierbar ist. Der Vibracorer VC(VKG) erreicht einen Ci Wert von ca. 1 %.